# Kalle Svensson
Karl-Oskar Svensson (Västerlöv, 1925. november 11. – Helsingborg, 2000. július 15.) olimpiai bajnok svéd válogatott labdarúgó.
A svéd válogatott tagjaként részt vett az 1950-es és az 1958-as világbajnokságon, illetve az 1948. évi nyári olimpiai játékokon és az 1952. évi nyári olimpiai játékokon.

## Sikerei, díjai

### Válogatott
Svédország
- Világbajnokság
  - bronzérmes: 1950, Brazília
  - ezüstérmes: 1958, Svédország

 Svédország
- Nyári olimpia
  - olimpiai bajnok: 1948, London
  - olimpiai bronzérmes: 1952, Helsinki

### Egyéni
- Guldbollen: 1952